# Eilema decarys
Eilema decaryi là một loài bướm đêm thuộc phân họ Arctiinae, họ Erebidae.